# Dwight William Tryon
Pour les articles homonymes, voir Tryon.
Dwight William Tryon, né le 13 août 1849 à Hartford dans l'état du Connecticut et mort le 1er juillet 1925 à Dartmouth dans l'état du Massachusetts aux États-Unis, est un peintre tonaliste américain. Professeur au Smith College à Northampton pendant plus de trente ans, il est notamment connu pour ses peintures des paysages de la région de la Nouvelle-Angleterre.

## Biographie
Dwight William Tryon naît à Hartford dans l'état du Connecticut en 1849. Après le décès de son père lors d'un accident de chasse, il passe une partie de son enfance à East Hartford. Il commence ensuite à travailler comme librairie dans sa ville natale. Il rencontre différentes personnalités et artistes locaux, comme les écrivains Mark Twain, Harriet Beecher Stowe et Charles Dudley Warner ou les théologiens Horace Bushnell (en) et Joseph Twichell (en). Il vend son premier tableau en 1870. En 1873, il épouse Alice Belden, expose pour la première à l'Académie américaine des beaux-arts à New York, démissionne de son poste pour devenir peintre et ouvre son propre studio à Hartford. En 1876, après une vente aux enchères de ces œuvres et le soutien financier des propriétaires de la Cheney Brothers Historic District (en), il part pour l'Europe et la France et commence à suivre les cours du peintre Louis Jacquesson de la Chevreuse. Il observe le travail des peintres de l'école de Barbizon, rencontrant notamment Henri Harpignies et Charles-François Daubigny. Au cours de son séjour en France, il fréquente l'école des Beaux-Arts de Paris, séjourne en 1877 sur l'île de Guernesey en compagnie du peintre Abbott Handerson Thayer et visite les régions de la Normandie et de la Bretagne et les villes de Venise en Italie et de Dordrecht aux Pays-Bas.
Il rentre aux États-Unis en 1881 et s'installe à New York ou il ouvre un studio avec pour voisin le peintre Thomas Wilmer Dewing. Il devient membre de la Society of American Artists (en) et de l'American Watercolor Society. Il commence à enseigner en parallèle à sa carrière de peintre. Il dirige de 1882 à 1886 l'école d'art de sa ville natale et ouvre en 1883 une école de peinture estivale à Dartmouth dans l'état du Massachusetts, ville qui devient sa deuxième résidence et ou il passe la majeure partie de ces étés au cours du reste de sa vie. Deux ans plus tard, il devient professeur au Smith College à Northampton, restant en poste jusqu'à son départ en 1923. Il a notamment pour collègue la peintre Mary Rogers Williams.
En 1887, il est classé troisième avec le tableau Landscape: A Lighted Village du prix Hallgarten (en) qui récompense la meilleure œuvre d'un peintre de moins de trente-cinq ans ayant exposé à l'académie au cours de l'année écoulée, avant d'être disqualifié en raison de son âge. En 1889, il rencontre l'industriel et amateur d'art Charles Lang Freer (en), qui sera ensuite connu pour sa grande collection d'arts asiatique et sa relation avec le peintre James McNeill Whistler, devient l'un de ses plus importants mécènes. Il lui achète plusieurs tableaux et l'invite à participer à la décoration de sa maison de Détroit. En 1891, il est élu à l'académie américaine des beaux-arts. En 1897, il obtient une médaille lors de la Tennessee Centennial and International Exposition (en) de Nashville. En 1893, il remporte une nouvelle médaille lors de l'exposition universelle de Chicago. En 1898, il reçoit le prix Carnegie (en) du Carnegie Museum of Art avec le tableau Early Spring in New England. Au cours de sa carrière, il a notamment pour élèves les peintres Angel De Cora (en) et Allen Butler Talcott et avait pour ami le peintre Benjamin Rutherford Fitz.
Malade, il quitte son travail de professeur en 1923 et cesse de peindre en 1924. Il meurt à Dartmouth l'année suivante.
Ces œuvres sont notamment visibles ou conservées au Brooklyn Museum, au Metropolitan Museum of Art et à l'académie américaine des beaux-arts de New York, à la National Gallery of Art, à la Freer Gallery of Art et au Smithsonian American Art Museum de Washington, au musée d'Art d'Indianapolis, au New Britain Museum of American Art de New Britain, au Wadsworth Atheneum d'Hartford, au Lyman Allyn Art Museum (en) de New London, au William Benton Museum of Art (en) de Storrs, au Florence Griswold Museum d'Old Lyme, au Worcester Art Museum de Worcester, au Smith College Museum of Art de Northampton, au Mead Art Museum d'Amherst, au Lowe Art Museum (en) de Coral Gables, au musée d'Art de Dallas, au Carnegie Museum of Art de Pittsburgh, au Philadelphia Museum of Art et à la Pennsylvania Academy of the Fine Arts de Philadelphie, au Springville Museum of Art (en) de Springville, au Brigham Young University Museum of Art (en) de Provo, au Washington County Museum of Fine Arts d'Hagerstown, à l'Oakland Museum of California d'Oakland, au Krannert Art Museum (en) de Champaign, au Rhode Island School of Design Museum de Providence, au Colby College Museum of Art (en) de Waterville, au musée d'Art du comté de Los Angeles, au Detroit Institute of Arts de Détroit, à l'Akron Art Museum d'Akron, au musée d'Art de Toledo, au Butler Institute of American Art de Youngstown, au Georgia Museum of Art (en) d'Athens, au musée des Beaux-Arts de Boston, au Grand Rapids Art Museum (en) de Grand Rapids, au Mildred Lane Kemper Art Museum (en) de Saint-Louis, au Montclair Art Museum (en) de Montclair et au New Jersey State Museum (en) de Trenton.

## Œuvres

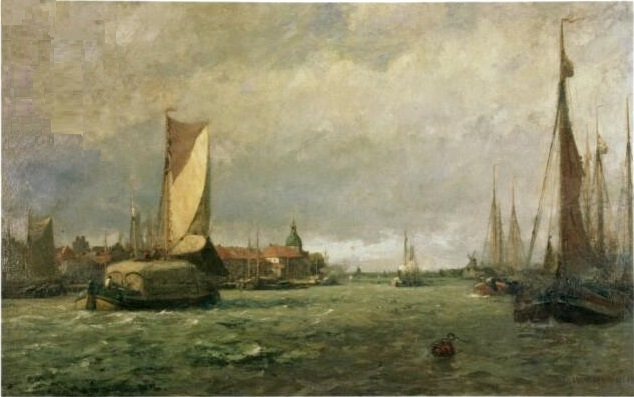
The Maas near Dordrecht, 1881
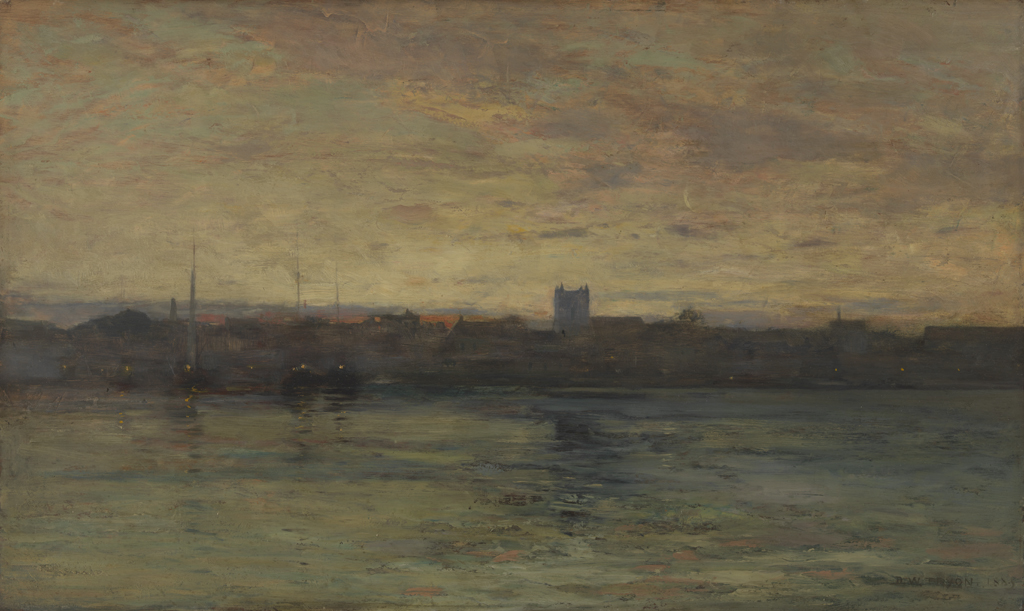
Daybreak, Fairhaven, 1885, Rhode Island School of Design Museum
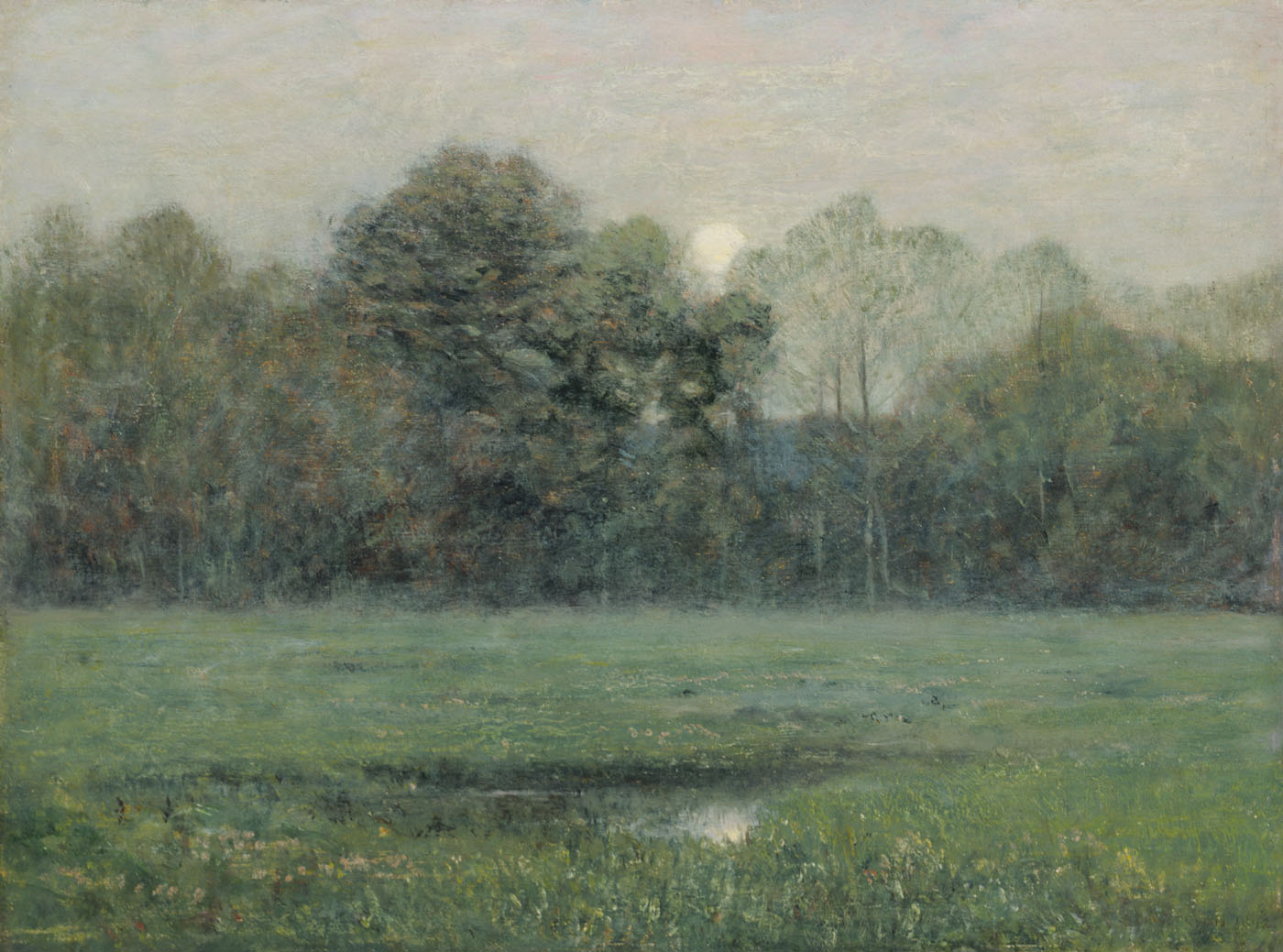
Midsummer Moonrise, 1892, Smithsonian American Art Museum
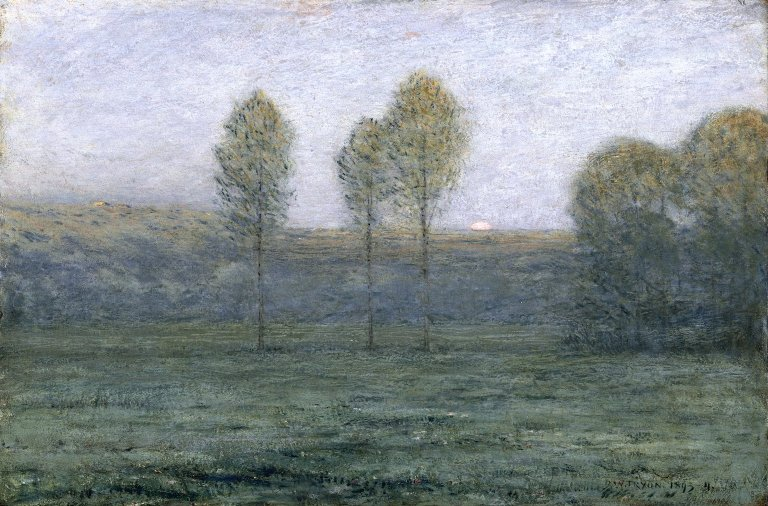
Twilight, 1893, Brooklyn Museum
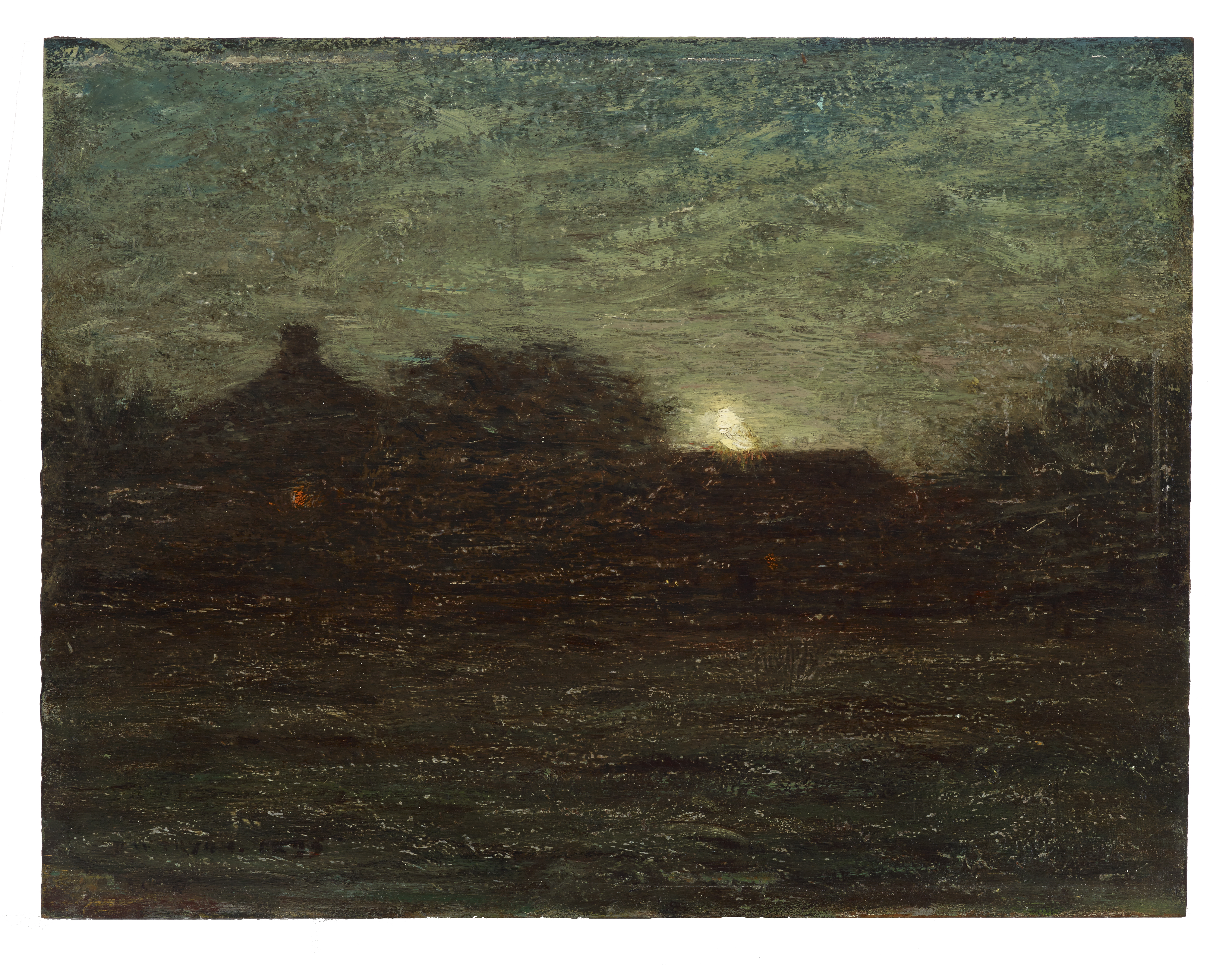
Moonrise, 1895, Musée d'Art d'Indianapolis
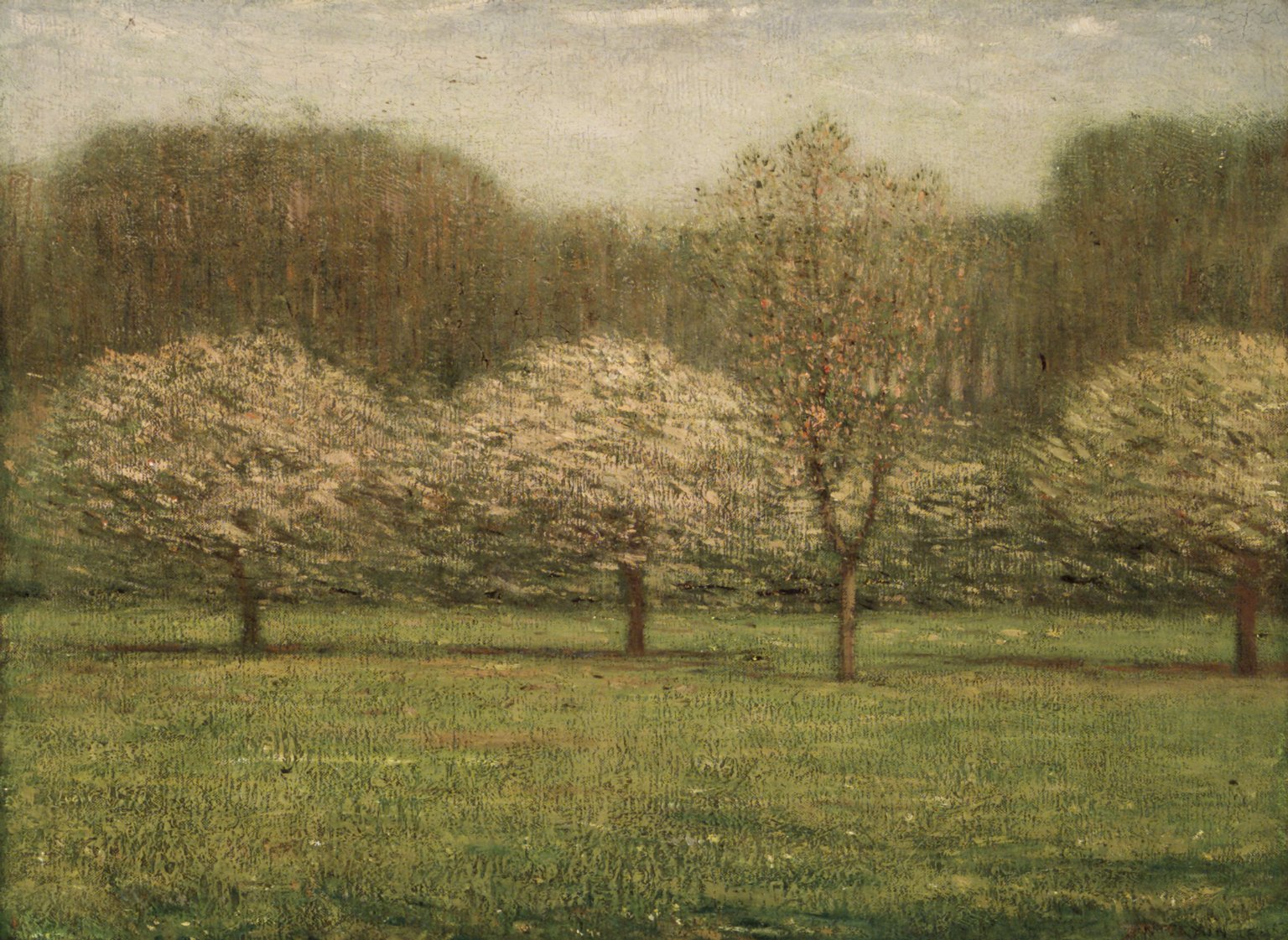
Apple Blossoms, vers 1895, Brooklyn Museum
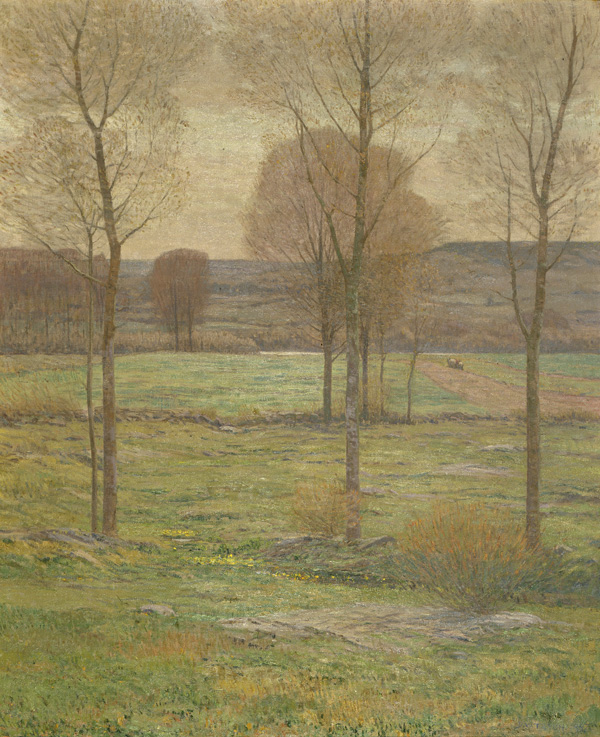
Early Spring in New England, 1897, Freer Gallery of Art
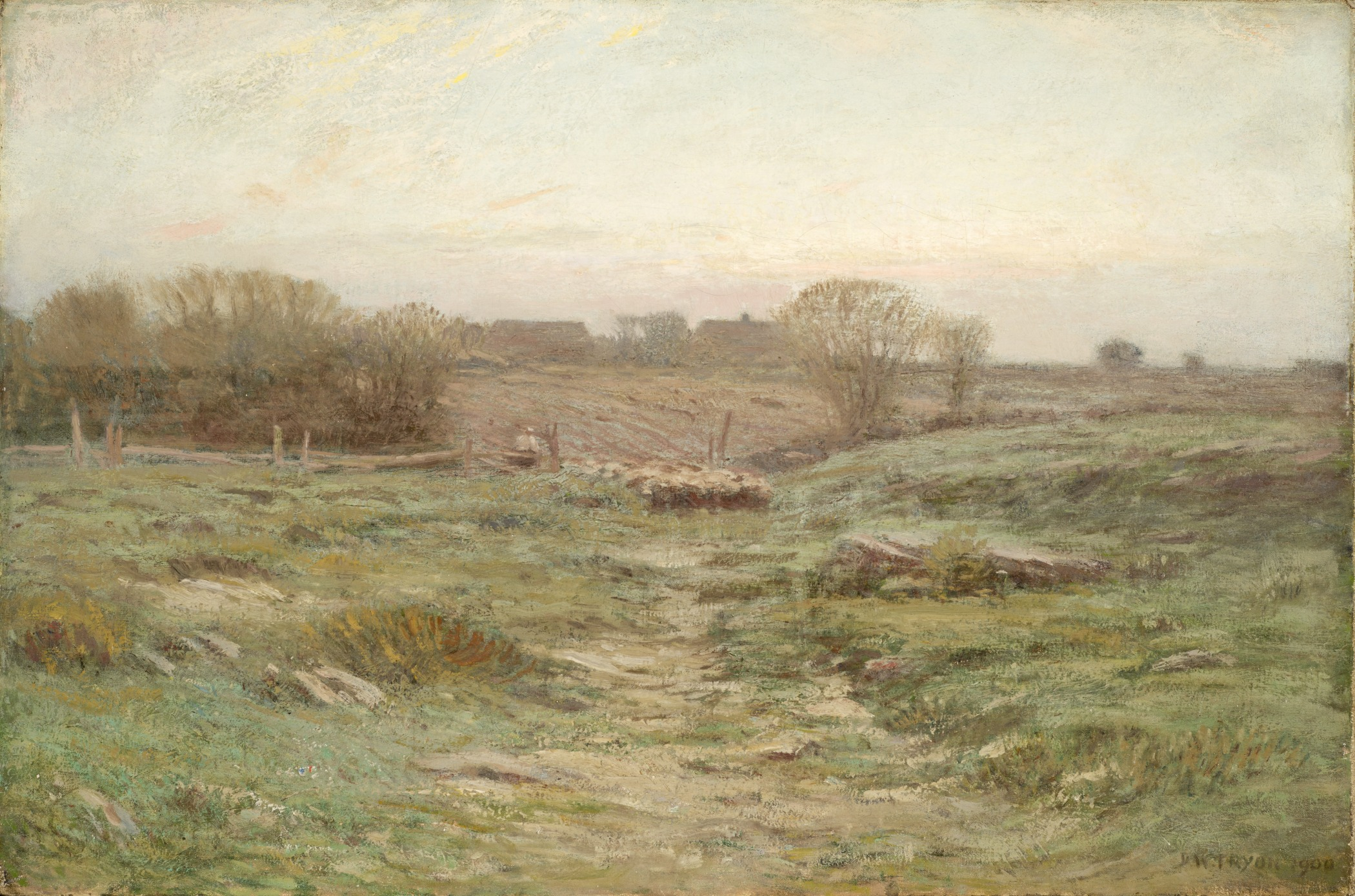
Landscape (Sheep in the Valley), 1900, Musée d'Art du comté de Los Angeles
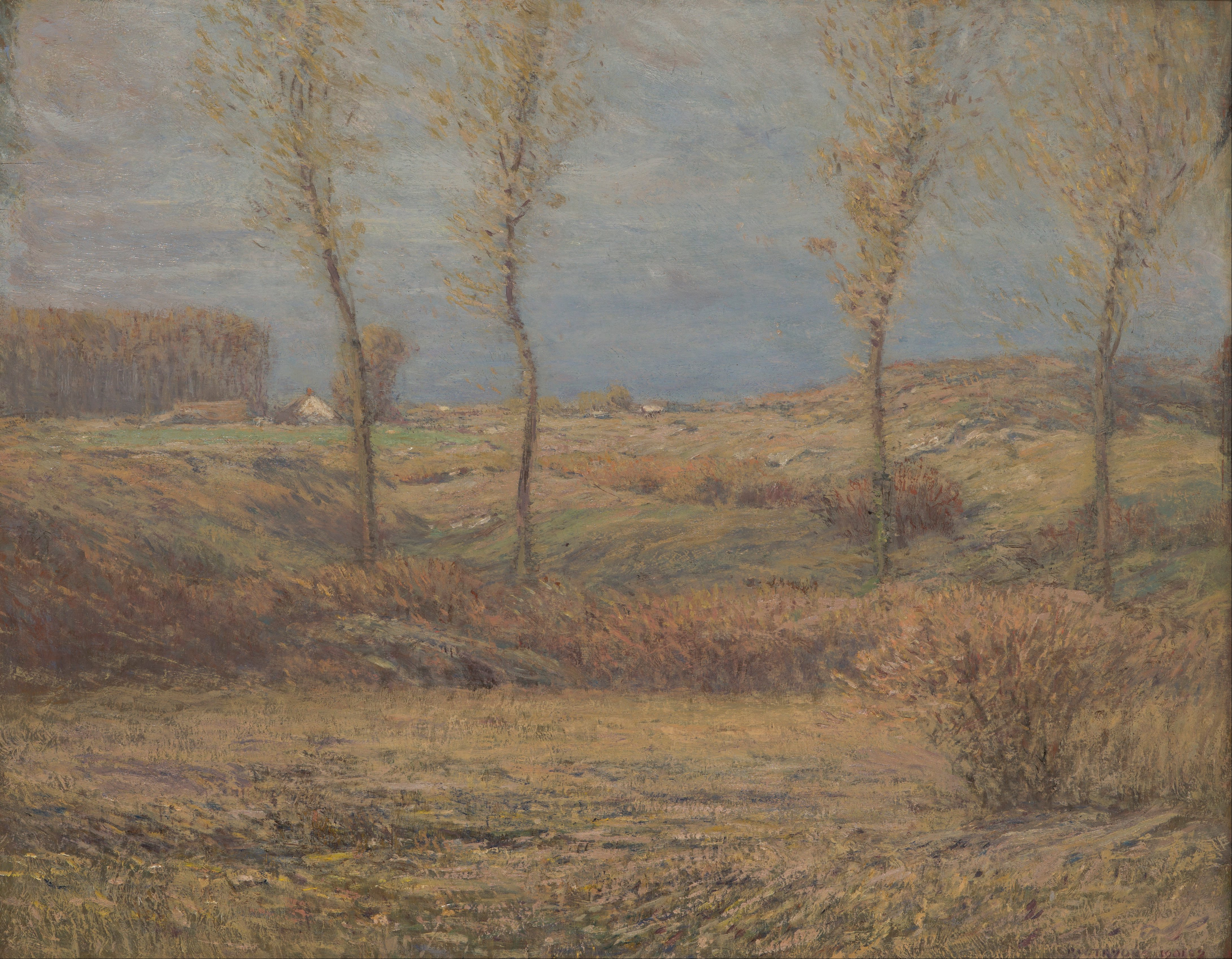
November Morning, 1901, Musée d'Art d'Indianapolis
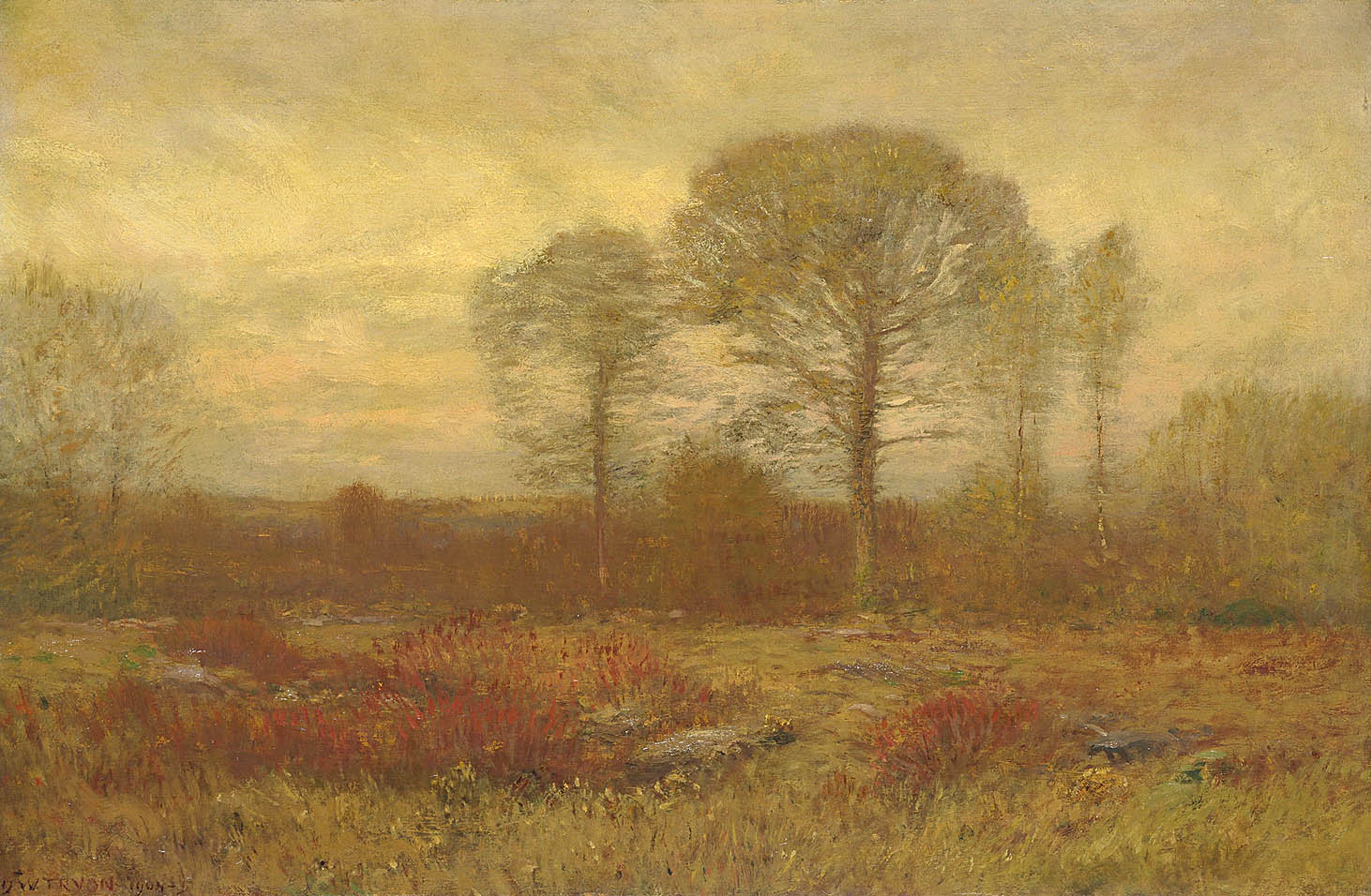
November, 1904, Smithsonian American Art Museum
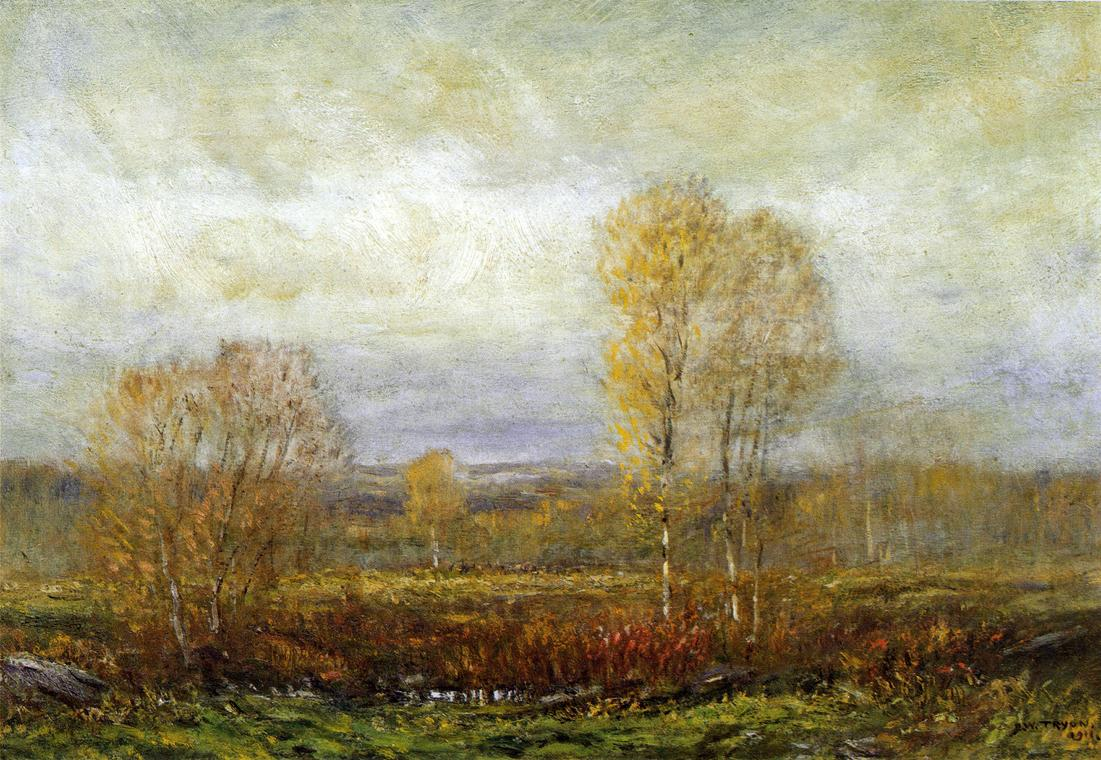
Autumn Day, 1911, New Britain Museum of American Art
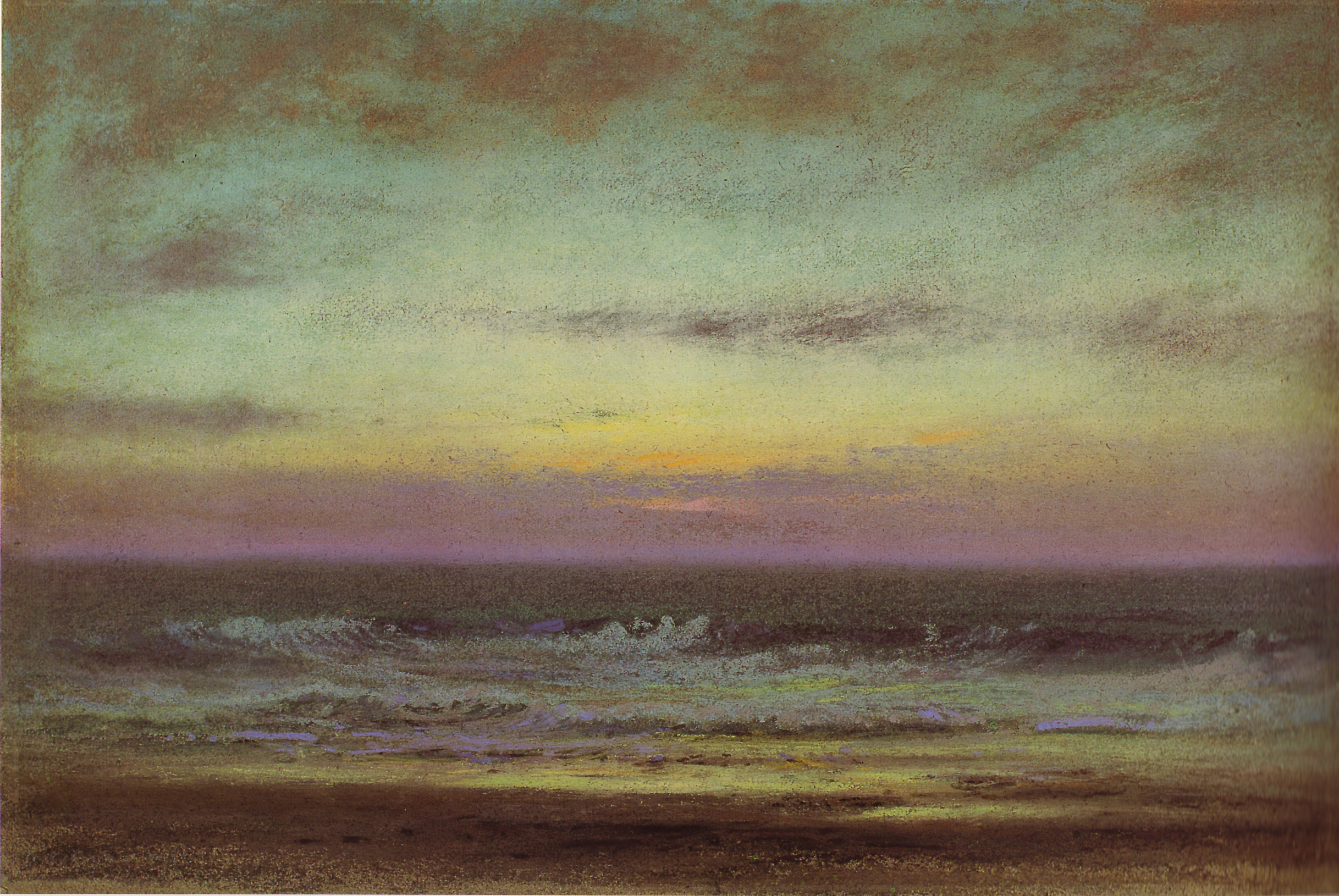
After Sunset: Looking East, 1915
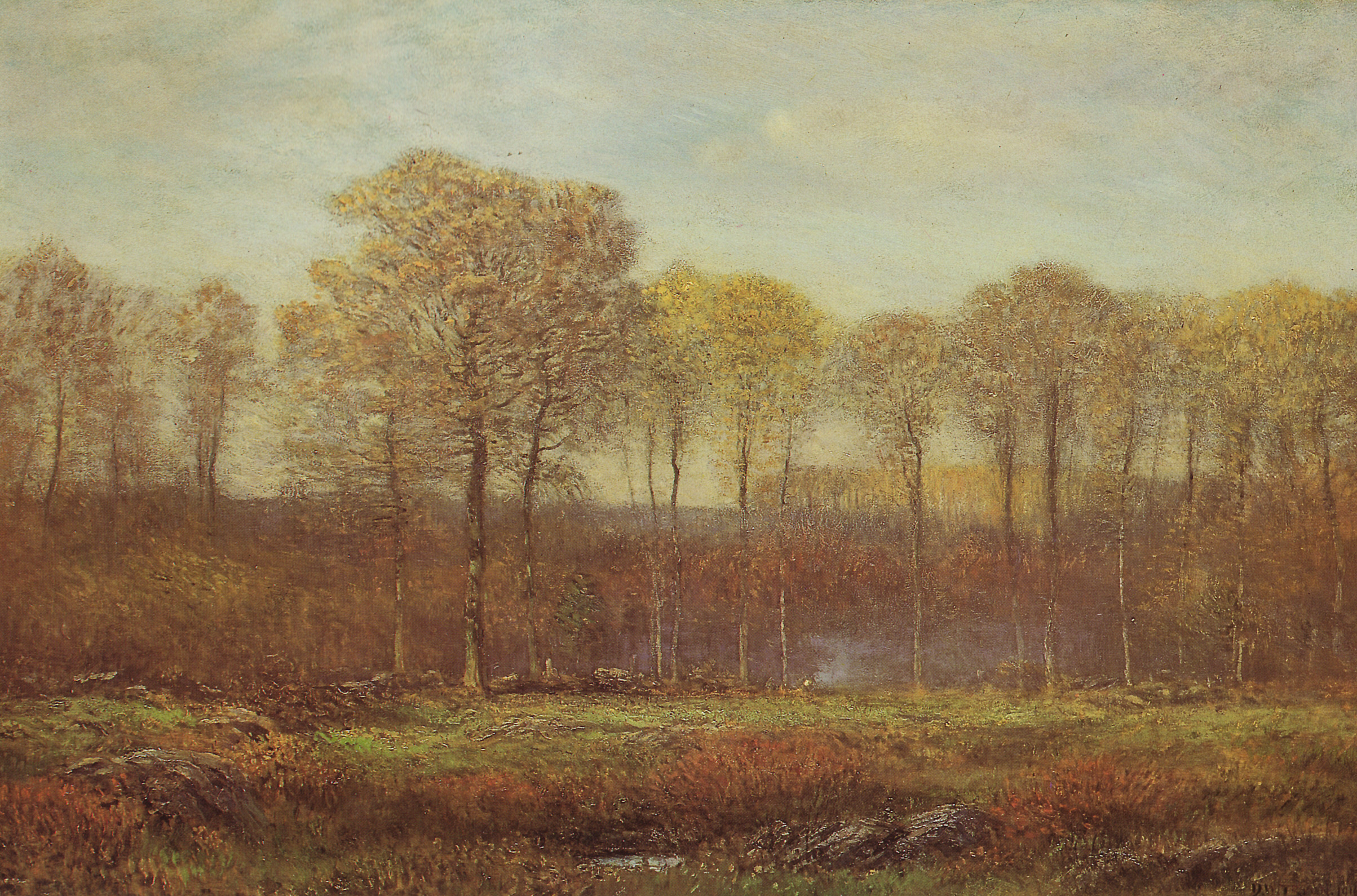
Autumn: New England, 1916
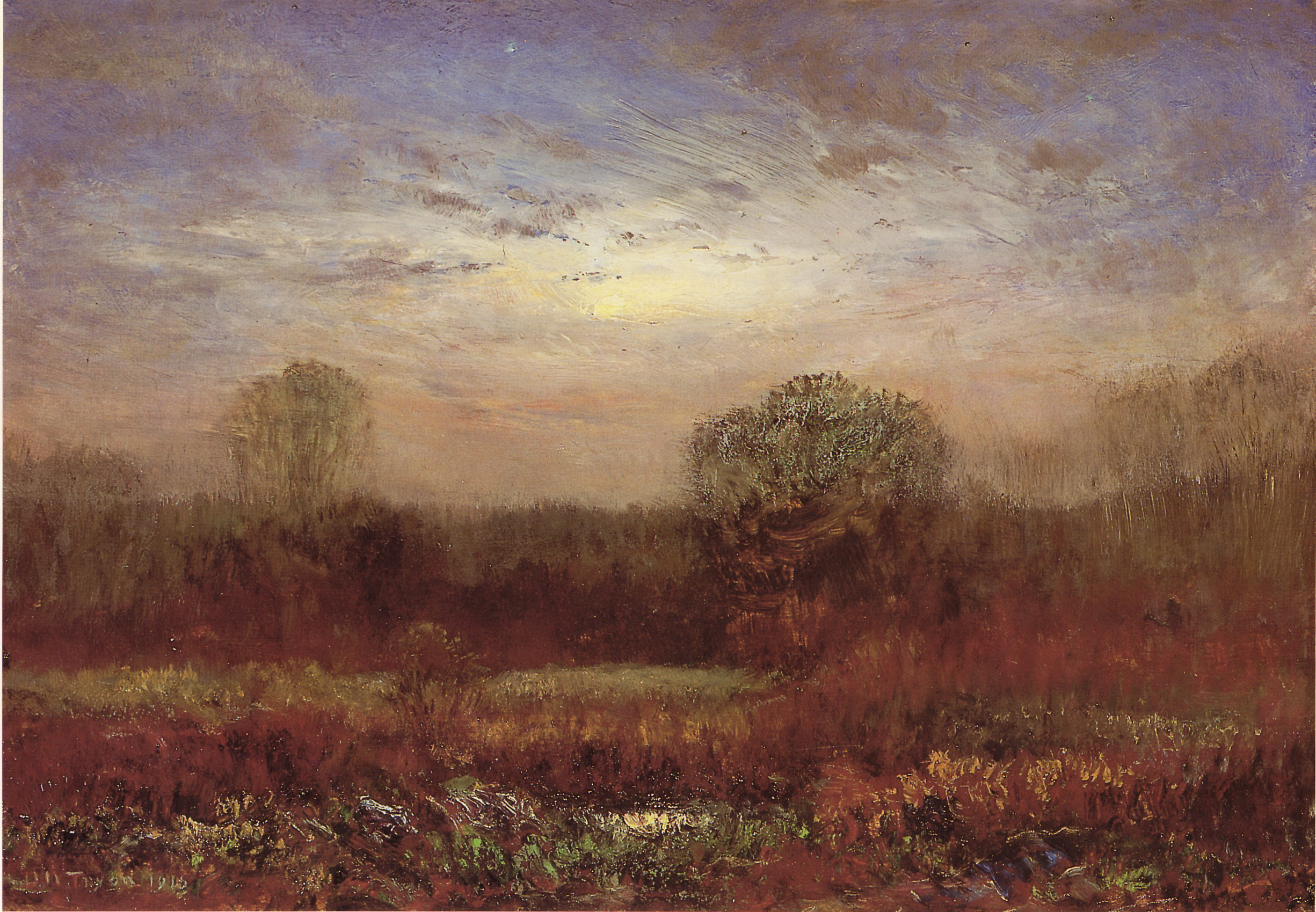
Autumn Night, 1916
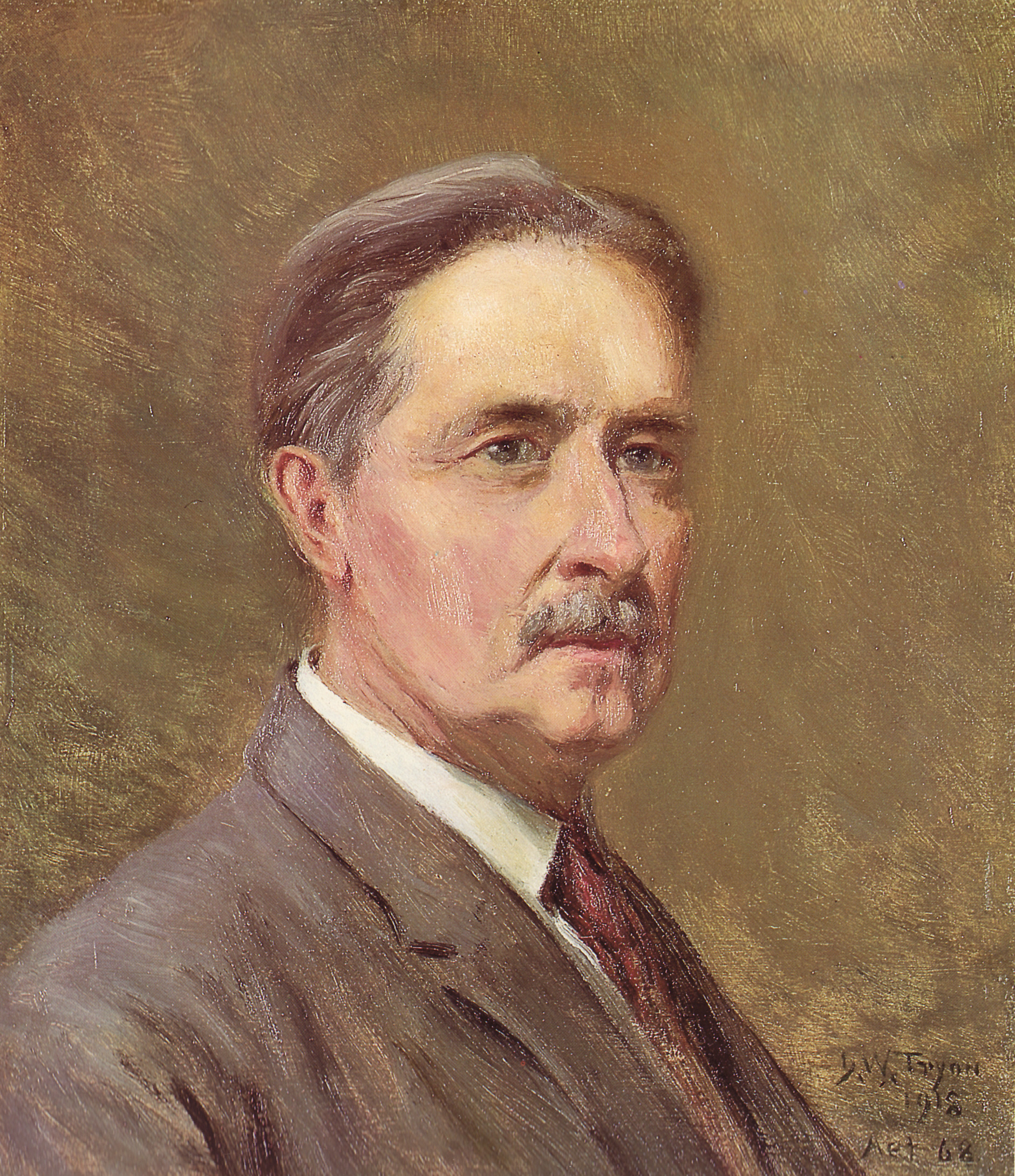
Self Portrait, 1918
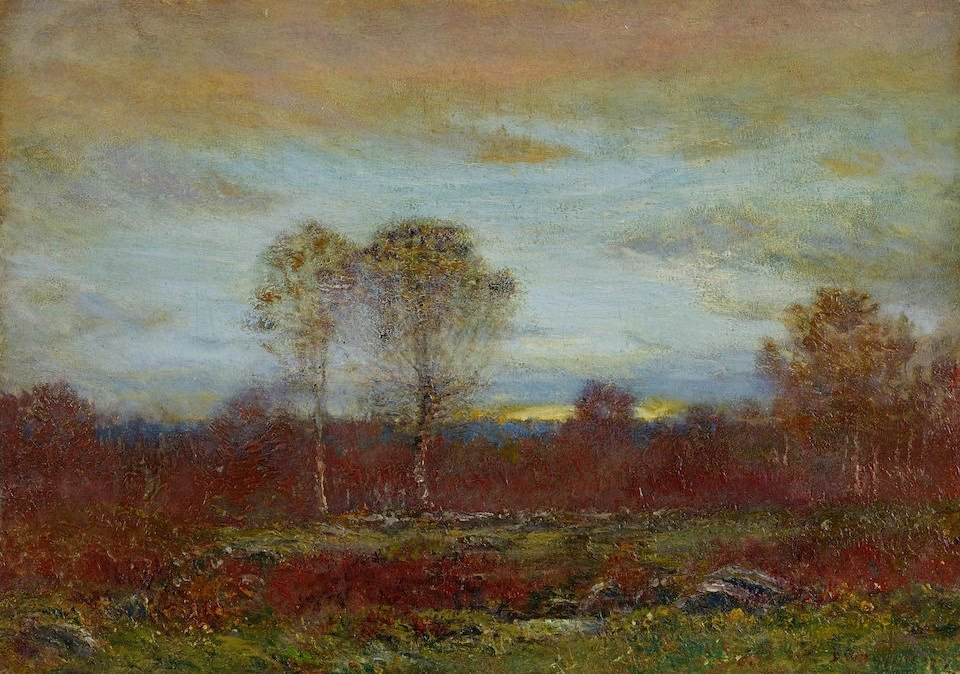
Sunset, 1919
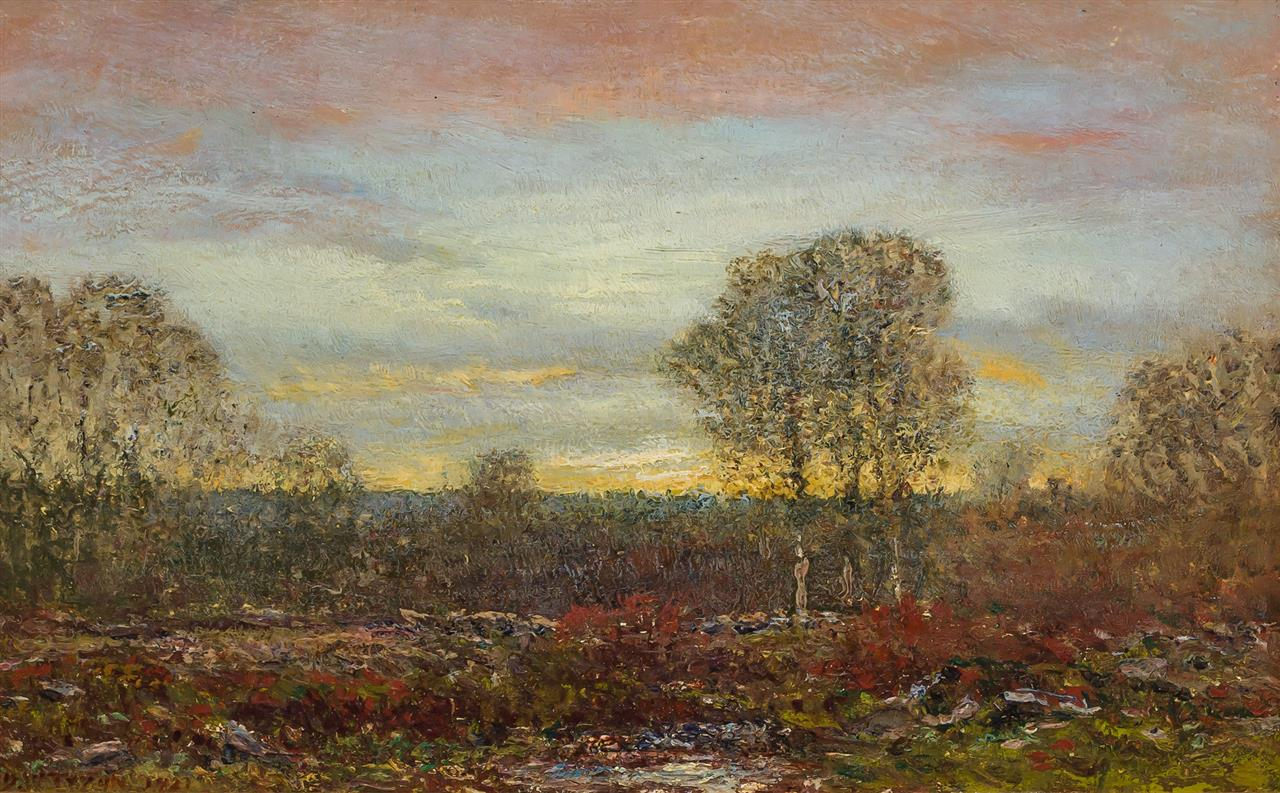
Autumn Twillight, 1921